# 尼子経久
尼子 経久（あまご つねひさ、經久）は、戦国時代の武将・大名。出雲守護代、のち出雲守護。十一ヶ国太守と言われる。

## 生涯

### 少年期
長禄2年（1458年）11月20日、出雲守護代・尼子清定の嫡男として出雲国に生まれる。幼名は又四郎。
文明6年（1474年）、人質として出雲・飛騨・隠岐・近江守護を務める主君・京極政経の京都屋敷へ送られ、京都に滞在する。滞在中に元服し、京極政経の偏諱を賜り、経久と名乗る。5年後、出雲国に下向する。文明10年（1478年）までに父から家督を譲られた。

### 家督継承
当初は京極氏側の立場であったが、次第に国人衆と結びつきを強くし、室町幕府の命令を無視して政経の寺社領を押領し、美保関公用銭の段銭の徴収拒否などを続けて独自に権力基盤を築く。だが、その権力基盤の拡大途上で西出雲の塩冶氏と対立するなど、権力拡大には限界があった。
これらの行動が原因となり幕府・守護・国人からも反発を受け、文明16年（1484年）に居城を包囲され、守護代の職を剥奪されて出雲から追放されたと後世の軍記物では書かれている。しかし、守護代の職を追われたのみであり、出雲に在国したまま一定の権力は保有していた。実際に長享2年（1488年）、出雲の国人・三沢氏を攻撃し降伏させるなど、その権力は衰えてはいなかった。そもそも、室町幕府から経久追討の命令が出されたのは事実であるが、そのきっかけになった段銭の徴収拒否に政経も関与していた可能性があること（出雲守護は幕府から出雲大社の修繕や祭礼実施を命じられており、その財源である段銭を幕府の公用に充てるとそれらの義務が果たせなくなると、歴代の京極氏当主は主張していた）から政経と経久が対立関係にあったとする明証はなく、むしろ経久の権力に打撃を与えたのは、明応元年（1492年）に主君である守護京極政経が将軍足利義材と対立して一時惣領職・守護職を剥奪された事件（『大乗院寺社雑事記』明応元年12月16日条）の方であったとする指摘もある。当時の政経と経久の関係がどうあれ、尼子氏の出雲における権力は京極氏の存在を背景にしており、京極氏の守護職を否定されることはその裏付けを失うことになるからである。
経久が守護代の地位に返り咲き、完全復権を果たしたのは明応9年（1500年）であり、近江国でお家騒動（京極騒乱）に敗れて下向してきた政経が幕府からの赦免を受けて出雲守護として復権したのとほぼ同時期と考えられている。そして政経の死後、出雲大社の造営を行ったうえで、経久は宍道氏との婚姻関係を進め、対立関係にあった塩冶氏を圧迫するなど、出雲の統治者としての地位を確立しはじめる。なお、政経は孫の吉童子丸に家督を譲り永正5年（1508年）に死去、経久は多賀経長と共に吉童子丸の後見を託された。経久は吉童子丸の母・御料人を京都から呼び寄せ、彼女の威光を背景に、京極（守護）・尼子（守護代）体制を維持して出雲国を統治した。吉童子丸は永正11年（1514年）以降に病死したため、経久が事実上出雲の主となっていった。この際、吉童子丸が経久に殺害されたとする主張も存在するが、当時は守護代の家格にある者が下剋上によって守護に就任することは不可能であり、下剋上説は成り立たない。なお、吉童子丸の死後も経久に抵抗する出雲国内の動きは続いており、経久が出雲国内を完全に掌握したのはそれから10年以上を経た大永年間に入ってからである。
永正〜大永年間に記された『大舘常興書札抄』には、「雲州守護佐々木尼子殿」と書いてあることから、少なくとも大永年間（1521年〜1528年）には経久が守護に就任していたことがわかる。更に近年では永正12年（1515年）に守護に任命されたとする説も出されている。守護代であった経久が守護に就任できたのは、守護・京極氏が断絶したこと、尼子氏が室町幕府に京極氏と同じ佐々木氏であると認められていたことが大きい（経久は京極高秀の玄孫世代であり、京極氏宗家と比較的近い分家であった）。

### 尼子氏の勢力拡大
永正5年（1508年）、西国の大々名である周防山口大内氏当主・大内義興が上洛。この上洛に経久は従った。その後永正8年（1511年）、京都で船岡山合戦に参加した。
永正9年（1512年）、備後国人の大場山城主・古志為信の大内氏への反乱を支援している。この時期に次男の尼子国久は細川高国から、三男の塩冶興久は大内義興から偏諱を受けており、両者との関係を親密にしようとしていた。
永正10年（1513年）、経久は弟の久幸に伯耆国の南条宗勝を攻めさせる一方、嫡男・尼子政久を叛旗を翻した桜井入道宗的の籠もる阿用城へ差し向けた。しかしその最中、政久は矢に当たって命を落とした。
永正14年（1517年）、大内義興の石見守護就任に納得出来なかった前石見守護山名氏と手を結び、石見国内の大内方の城を攻めている。ただし、この時の大内氏との戦いは小競り合い程度のものであり、永正15年（1518年）に本国・周防国に帰還する事になる大内義興の在京中より、経久が大内領の侵略を行っていたとする見方は正確なものではない。
また、同年に備中国北部に力を持つ新見氏と手を結び、三村氏を攻撃している。
永正17年（1520年）、経久は出雲国西部の支配をようやく確立することになる。だが、一方で備後国の山内氏や安芸国の宍戸氏など国境を接する国人領主達との対立を生み、特に山内氏の出雲国内への影響力は無視しえないものであった。そのため、備後・安芸への進出は出雲の国内支配の安定化の必要上欠かせないものであり、それは同地域に利害関係を持つ大内氏との軍事的衝突をも意味していた。
大永元年（1521年）以降、尼子氏は石見国に侵入した。安芸国へも手を伸ばし、大永3年（1523年）には重臣・亀井秀綱の命で傘下の安芸国人である毛利氏に、大内氏の安芸経営の拠点である鏡山城を攻めさせた。毛利家当主・毛利幸松丸の叔父である元就は策略を使い、城主・蔵田房信の叔父・蔵田直信を寝返らせ、城主・房信が自害し鏡山城は落城した。後に直信も自害させられた（鏡山城の戦い）。
大永4年（1524年）、経久は軍勢を率い西伯耆に侵攻し、南条宗勝を破り更に守護・山名澄之を敗走させ、西伯耆を手中に収めた。敗北した伯耆国人の多くは因幡・但馬へと逃亡し、南条宗勝は但馬山名氏を頼った。かつては、この進撃はたって一晩で成し遂げられたとされていたが、これは大永4年から200年以上も後の時代に記された『伯耆民諺記』に由来する後世の創作であり、実際には、文明3年（1471年）頃に、父の尼子清定が、澄之と対立していた西伯耆の山名元之（澄之の弟）と手を結んだ時からの一連の抗争の結果である。
しかし、同年には尼子方であった安芸武田氏・友田氏が大内氏に敗北し、毛利元就は異母弟である相合元綱との内紛の後の大永5年（1525年）に尼子との関係を解消して大内氏に所属を変えた。これらにより、尼子氏に傾いていた安芸国内の勢力バランスが変わることになった。毛利氏の離反は、毛利氏の後継争いに尼子家臣・亀井秀綱が介入したことが大きな原因とされているが、実際には経久の強い意向が働いていた。
大永6年（1526年）、伯耆・備後守護職であった山名氏が反尼子方であることを鮮明とし、尼子氏は大内氏・山名氏に包囲される形で窮地に立たされる。翌大永7年（1527年）、経久は自ら備後国へと兵を出兵させるも細沢山の戦いにて陶興房に敗走し、尼子方であった備後国人の大半が大内氏へと寝返った。

### 塩冶興久の乱
享禄元年(1528年）、再び経久は自ら備後国へと赴き多賀山氏の蔀山城を攻めこれを陥落させるも、同年5月には石見国における尼子方の高橋氏が毛利・和智氏により滅ぼされている。
享禄3年（1530年）、三男・塩冶興久が、反尼子派であることを鮮明にして内紛が勃発した。この時に興久は出雲大社・鰐淵寺・三沢氏・多賀氏・備後の山内氏等の諸勢力を味方に付けており、大規模な反乱であったことが窺える。また、同時期には興久は大内氏に援助を求めており、経久も同じ時期に文を持って伝えている。結局の所、消極的ながら大内氏は経久側を支援する立場になっている。当時の大内氏家臣・陶興房が享禄3年5月28日に記した書状を見るにしても、興久は経久と真っ向から対立しており、更には経久の攻撃を何度も退けていることが窺える。また、大内氏は両者から支援を求められるも、最終的には経久側を支援しており、尼子氏と和睦している。
だが、この反乱は天文3年（1534年）に鎮圧され、興久は備後山内氏の甲山城に逃れた後、甥である詮久の攻撃等もあり自害した。その後に首検証の為、塩漬けにした興久の首を尼子側へ送っている。興久の遺領は経久の次男・尼子国久が継いだ。また、同時期には隠岐国の国人・隠岐為清が反乱を起こしているが、すぐに鎮圧されている。同年には詮久は美作国へと侵攻し、これを尼子氏の影響下に置く。また、その後も備前へと侵攻するなど勢力を徐々に東へと拡大していった。この後、詮久は大友氏と共に反大内氏包囲網に参加している。

### 家督譲渡
天文6年（1537年）、経久は家督を嫡孫の詮久（後の尼子晴久）に譲っている。同年には大内氏が所有していた石見銀山を奪取している。
大友氏と大内氏の争いが続いていたこともあり（または大内氏とは表面上は和睦状態だった為）、東部への勢力を更に拡大すべく播磨守護の赤松政祐と戦い大勝する。これに政祐は一時、淡路国へと逃亡する。翌年の天文8年（1539年）、別所氏が籠城する三木城が尼子方へと寝返ったため、政祐は堺へと逃亡。これにより詮久は京へ上洛する構えを見せたが、大友氏が大内氏と和解、更には尼子氏との和睦を破棄され石見銀山を奪回された。同年、大内氏によって尼子氏から援兵を受けていた安芸尼子方の武田氏居城佐東銀山城が落城、当主・武田信実は一時、若狭国へと逃亡する。そのため、詮久は出雲国へと撤退した。
これにより大内氏との和睦は完全に破綻し、天文9年（1540年）、大内氏に攻められた尼子氏勢力下にある安芸国人の救援要請を受け入れた詮久は佐東銀山城・頭崎城などの尼子方諸城を救援するために出陣する。周囲の形勢は尼子氏に有利であり、その軍勢は諸外国からの援軍も加わり3万人へと膨れ上がっていた。この大軍を率い大内方の有力武将である毛利元就の吉田郡山城を包囲、大内との決戦に備えるも翌年には厳島神社にて戦勝祈願を終えた陶隆房率いる大内の援軍2万人との激戦の末に敗北し、尼子氏は安芸での基盤を失った（吉田郡山城の戦い）。
天文10年（1541年）11月13日、月山富田城内で死去した。享年84（満82歳没）。

## 人物
- かつては北条早雲と並ぶ下剋上の典型とされた。現在は、早雲（盛時）も経久も下剋上をして勢力を拡大したとする見方は否定されている。
- 大内義興と戦い、尼子氏の領地を広げ、全盛時代（実際の全盛期は彼の嫡孫にあたる尼子晴久の代）を作ったことから、「謀聖（ぼうせい）」「謀将（ぼうしょう）」と称された。「毛利元就や宇喜多直家と並ぶ謀略の天才」とも云われ、経久、元就、直家は中国の三大謀将とも称される。
- 多面に優れ、文武両道だったという。晩年に自画像を残している。
- 天文年間から富田城下に10年ほど住んでいた文学僧の惟高妙安が著した『玉塵抄』には、経久はケチとも言えるほどの倹約家であり、家臣が瓜の皮を厚く切ることを嫌がり、自分で薄く切っていた。
- 家臣に対しては非常に気を使う優しい人物であった。『 塵塚物語』によれば、経久は家臣が経久の持ち物を褒めるとたいそう喜び、どんな高価なものでもすぐにその者に与えてしまうため、家臣たちは気を使って、経久の持ち物を褒めず眺めているだけにしたと伝えている。ある時、家臣が庭の松の木なら大丈夫だろうと思い、松の枝ぶりをほめたところ、経久はその松を掘り起こして渡そうとしたため、周囲の者が慌てて止めたという。それでも経久は諦めず、とうとう切って薪にして渡したという。世人は「もったいないことだ」と話したが、経久は全く気にもしなかったという。また、冬には着ている着物を脱いでは家臣に与えていたため、薄綿の小袖一枚で過ごしていたともいわれる。『塵塚物語』は経久のことを「天性無欲正直の人」と評している。

## 政策

### 外交関係
- 尼子氏は本願寺光教と手を結んでいた。嫡孫・晴久の代にも本願寺と連絡を取っており、本願寺側の日記に尼子氏の名が度々登場している。

### 内政
- 経久配下の国人衆は尼子氏の直接配下とはいえず、非常に不安定なものであった。これらを統一し掌握するべく、経久は対外遠征による侵略により出雲国内の国人衆をまとめようと努力している。この様に配下国人衆に対して明確な目標を掲げ、それに従属させる例は同時代の大名にも見られ、甲斐武田氏などがある。
- 11ヶ国の太守と形容されるが、実質上支配下に置けた勢力は出雲・石見・隠岐・伯耆・備後の山陰であり、他地域は流動的であった。また勢力図も形式的な主従関係が含まれたものであり、多くの出雲国人の造反を招いている。その上、山陰道山陽道には長年の間、基盤を固めていた大内氏の存在は大きく、最終的には大内氏の侵攻に苦慮し、興久の乱により家中が泥沼状態に向かったというのも事実である。
- 尼子氏が拠点とした出雲は、明徳の乱以降に京極氏が守護代を派遣することで管理をしていたが、小守護代・郡奉行といった下部組織は存在せず、守護代のみが派遣されるといった政治統治が代々行われた。出雲はその歴史から他国とは異なった統治機構と支配機構で成り立っていた（出雲国造勢力・寺社勢力・在地国人・たたら製鉄場等）。この為、経久は国造勢力である千家氏・北島氏、国人勢力として最も権力のある宍道氏・塩冶氏との婚姻政策を推し進めたのは、それらを尼子氏の下部組織へと体制化しようとしたものであった。

### 尼子一族の造反
- 晴久が第一次月山富田城の戦い以降、出雲から退転・追放するに至った者の中に、尼子清久・多賀氏・千家氏・宍道氏・佐波氏がいるが、これらは尼子氏と婚姻・縁戚関係を結ぶ一族であった。これらは経久時代の方針により婚姻関係が進められたところが多い。更に塩冶興久の乱の時にも一度これらの処分を受けた者は塩冶側に加担した。また、経久は塩冶興久の件を踏まえて晴久の正室に尼子国久の娘を嫁がせて、親族の不和を無くそうとした。しかし、この妻の死により国久との絆を断ち晴久を新宮党の粛清という手段へ踏み切らせることになった。

## 画像集

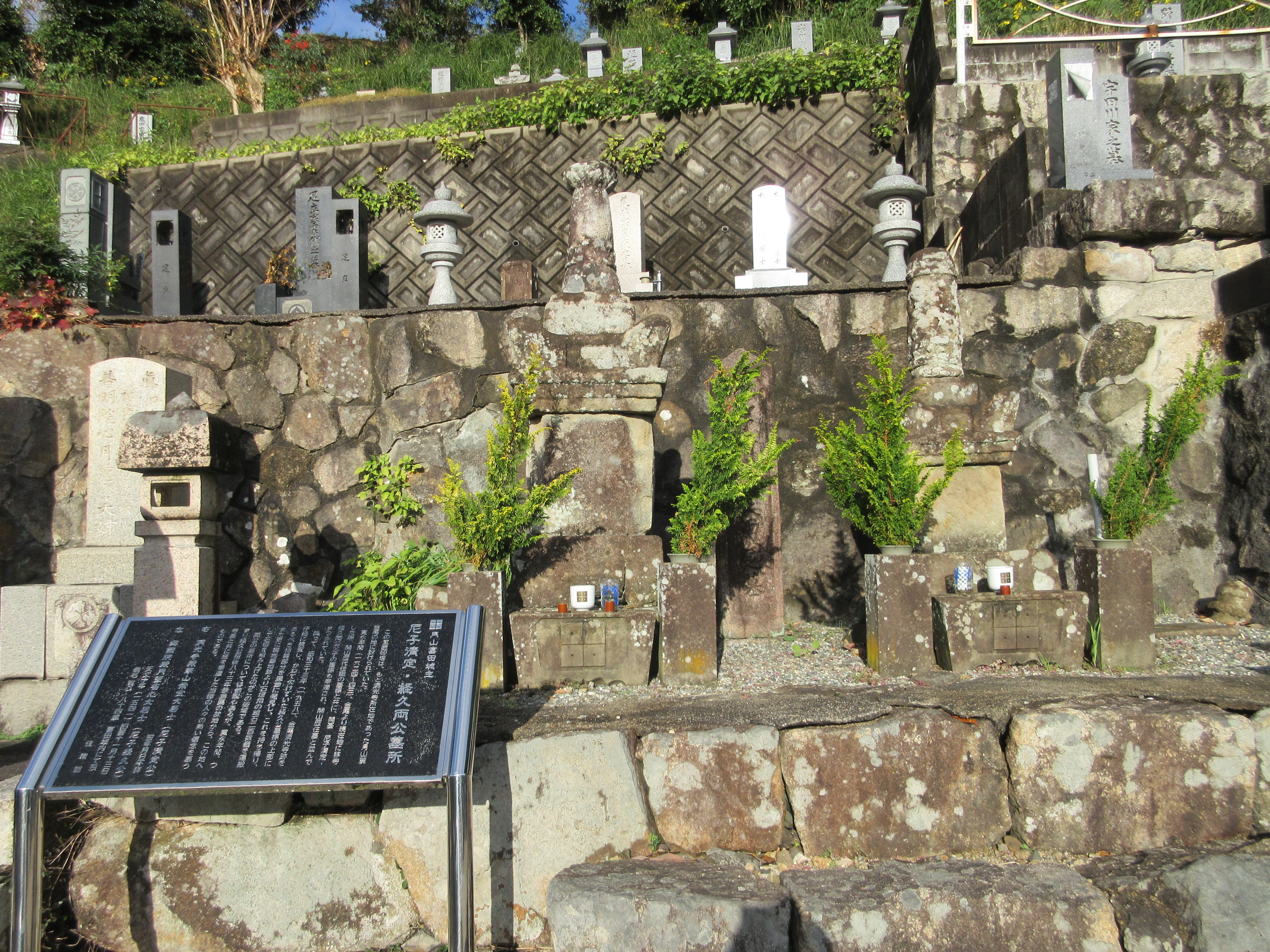
尼子清定・経久両公墓所（向って右清定公・左経久公。月山麓、元の洞光寺跡より移動）
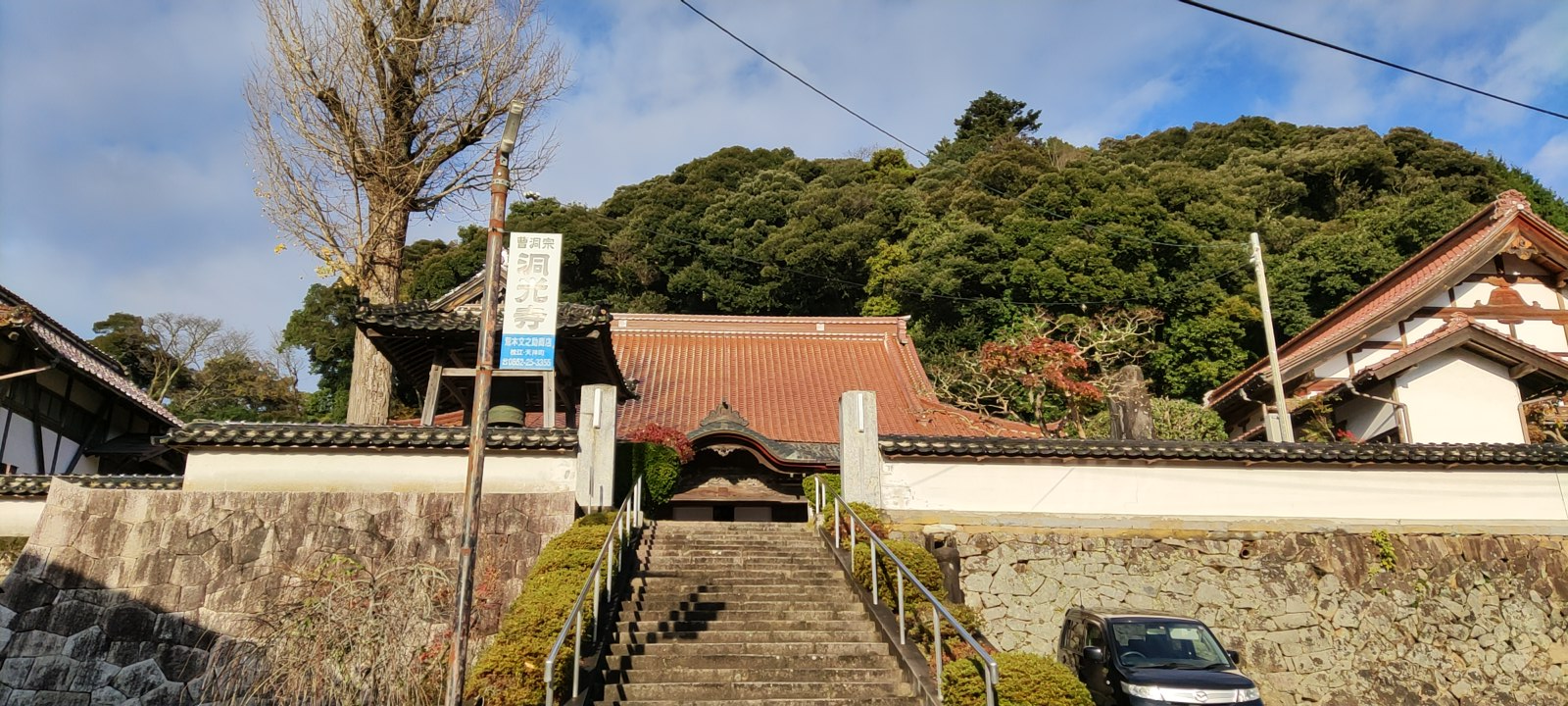
洞光寺（広瀬町）（島根県安来市広瀬町広瀬1431尼子清定・経久両公墓所JR安来駅）
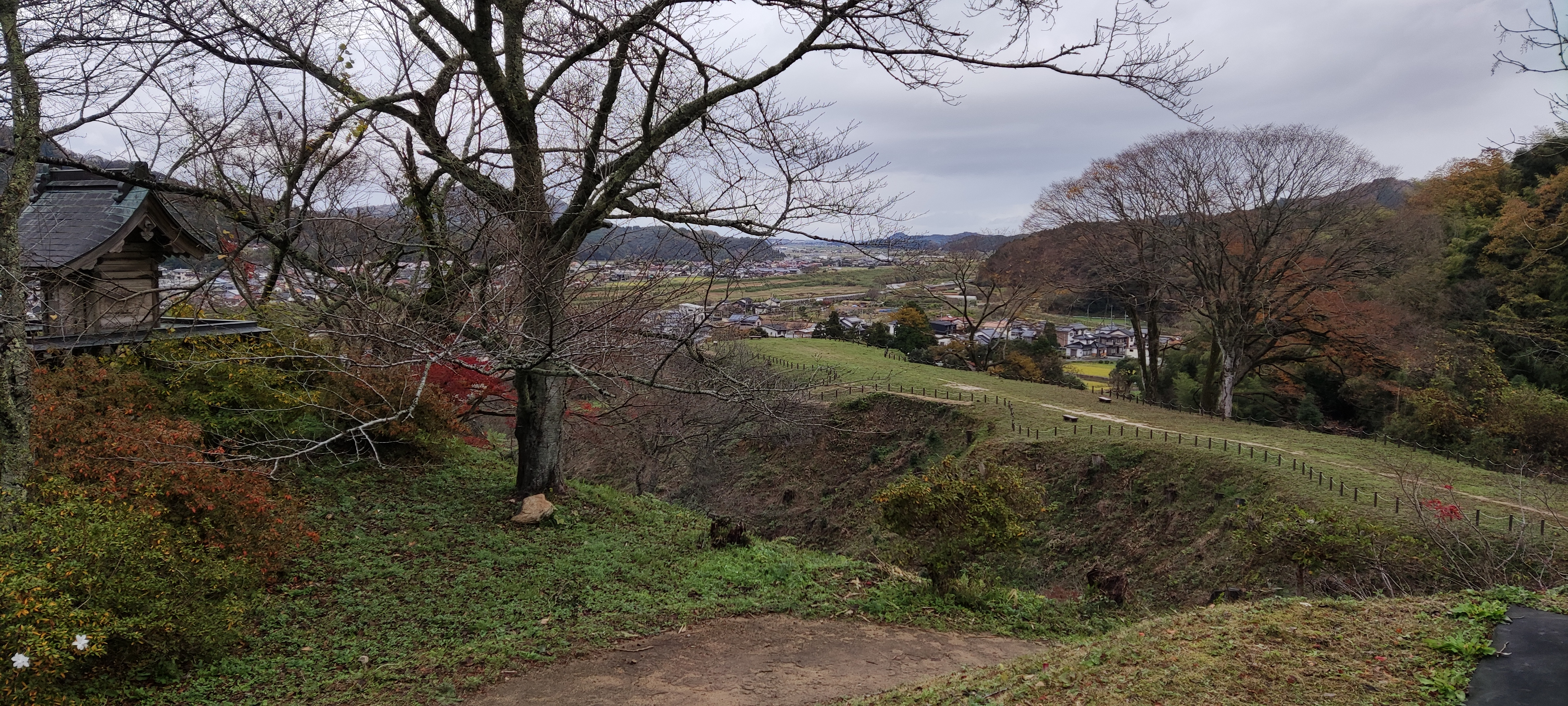
月山展望（ 千畳平・山中鹿之助銅像付近より撮影、飯梨川安来市方面）

## 関連作品
銅像
- 尼子経久公銅像（島根県安来市広瀬町広瀬、田畑功作）

小説
- 上田秋成『雨月物語#菊花の約』
  - 小泉八雲『日本雑録』より『守られた約束』

主人公の一人である赤穴宗右衛門の仇役として登場する。疑り深く冷酷な人物として描写される一方、信義に敬意を払うことのできる懐の深い人物としても描かれている。
- 中村整史朗『尼子経久―毛利が挑んだ中国の雄』PHP研究所
- 神川武利『竜の夢 尼子経久』
- 米原正義『風雲の月山城』
- 武内涼

『謀聖 尼子経久伝 青雲の章』
『謀聖 尼子経久伝 風雲の章』
『謀聖 尼子経久伝 瑞雲の章』
『謀聖 尼子経久伝 雷雲の章』
- 今村翔吾『謀聖の贄』（『戦国武将伝 西日本編』収録）PHP研究所

テレビドラマ
- 『毛利元就』（1997年、NHK大河ドラマ、演：緒形拳）